# Illinois National Guard

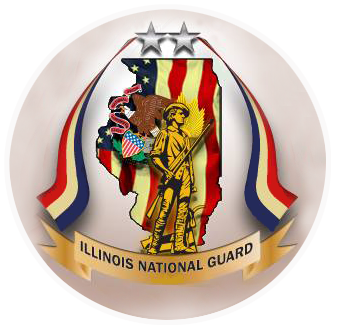
Logo der Illinois National Guard

Die Illinois National Guard des US-Bundesstaates Illinois ist Teil der im Jahr 1903 aufgestellten Nationalgarde der Vereinigten Staaten (akronymisiert USNG) und somit auch Teil der zweiten Ebene der militärischen Reserve der Streitkräfte der Vereinigten Staaten.

## Organisation
Die Mitglieder der Nationalgarde sind freiwillig Dienst leistende Milizsoldaten, die dem Gouverneur von Illinois J. B. Pritzker unterstehen. Bei Einsätzen auf Bundesebene ist der Präsident der Vereinigten Staaten Commander-in-Chief. Adjutant General of Illinois ist seit 2019 Brigadier General Richard R. Neely.  Die Nationalgardeeinheiten des Staates werden auf Bundesebene vom National Guard Bureau (Arlington, VA) unter General Steven Nordhaus koordiniert.
Die Illinois National Guard besteht aus den beiden Teilstreitkraftgattungen des Heeres und der Luftstreitkräfte, namentlich der Army National Guard und der Air National Guard. Davon zu trennen ist die Staatsgarde, die Idaho State Guard (aktiv 1917–1919 und 1941–1946), die allein dem Bundesstaat verpflichtet ist.
Die Illinois Army National Guard hatte 2017 eine Personalstärke von 9810, die Illinois Air National Guard eine von 2894, was eine Personalstärke von gesamt 12704 ergibt.

## Geschichte
Die Illinois National Guard führt ihre Wurzeln auf bewaffnete Einheiten französischer Siedler des Jahres 1718 und Milizverbände des 1809 geschaffenen Illinois-Territoriums zurück. Brigadier General Arthur Ducat reorganisierte die Milizverbände von Illinois im Jahr 1873. Die Nationalgarden der Bundesstaaten sind seit 1903 bundesgesetzlich und institutionell eng mit der regulären Armee und Luftwaffe verbunden, so dass unter bestimmten Umständen mit Einverständnis des Kongresses die Bundesebene auf sie zurückgreifen kann. Davon zu trennen ist die zur Zeit inaktive Staatsgarde, die Illinois Reserve Militia (aktiv von 1917 bis 1919 und 1941 bis 1946), die allein dem Bundesstaat verpflichtet ist.

## Einheiten

### Einheiten der Illinois Army National Guard
- Joint Force Headquarters
- 65th Troop Command
- 33rd Infantry Brigade Combat Team
- 108th Sustainment Brigade
- 129th Regiment (RTI)
- 404th Maneuver Enhancement Brigade

### Einheiten der Illinois Air National Guard
- 126th Air Refueling Wing
- 182nd Airlift Wing
- 183d Wing